# Джангіров Дмитро Георгійович
Дмитро Георгійович Джангіров (22 вересня 1966 р., м. Київ, Україна;) — український журналіст, політичний експерт, політолог.

## Освіта
1989 р. — Київський політехнічний інститут, факультет хіміко-технологічний

## Журналістська діяльність
1989 —1992 рр. — інженер, НДІ колоїдної хімії та хімії води
1992 р. — один з засновників громадсько —політичного об'єднання «Нова Україна», працював в секретаріаті
1994 —1995 рр. — політичний оглядач щотижневого аналітичного збірника «УНІАН-Політика»
1995 —1998 рр. — редактор відділу «Держава та економіка» тижневика «Бізнес»
1998 —1999 рр. — головний редактор щоденної газети «Вечірні вісті»
2000 —2001 рр. — головний редактор газети «Слово Батьківщини»
Працював аналітиком на каналі «1+1»
Був директором ТРК «Київ»
Джангіров є постійним автором численної кількості публікацій політичного характеру на «LB.UA»(головний редактор — Соня Кошкіна). Також його статті можна знайти на сайтах інтернет-видань «Обозреватель» та «Капітал».

## Скандали
У квітні 2015 року у переписці з користувачем соцмережі Facebook висловив фразу, що призвела до певного резонансу: «Ну, яка вони „Небесна сотня“, якщо майже усім складом зараз у пеклі сірку смокчуть?! І, до речі, смоктати будуть — попереду у них вічність!» Повідомлення було публічно оприлюднено, що спричинило широкий резонанс. Після цього Джангіров на своїй сторінці в Facebook вибачився.

## Російське вторгнення в Україну
Після російського вторгнення в Україну на YouTube каналі «Капіталу» вийшли два ролики Джангірова, в одному з яких він назвав те, що відбувається, «Великий звєздєц - акціонерне товариство, в якому... 76% це Російська Федерація».
8 березня на каналі «Капіталу» вийшов ролик «Нет ВОЙНЕ Д.Джангиров». Приблизно тоді ж у російських пропагандистських газетах (Lenta.ru, «Украина.ру») із посиланнями на Telegram канал Тетяни Монтян з'явилися повідомлення про те, що Джангіров був затриманий СБУ, що СБУ пишуть з акаунтів Джангірова в соцмережах, і що співробітники СБУ записали новий ролик. Незалежними та авторитетними джерелами ця інформація не підтверджується.